# Jabón Pears

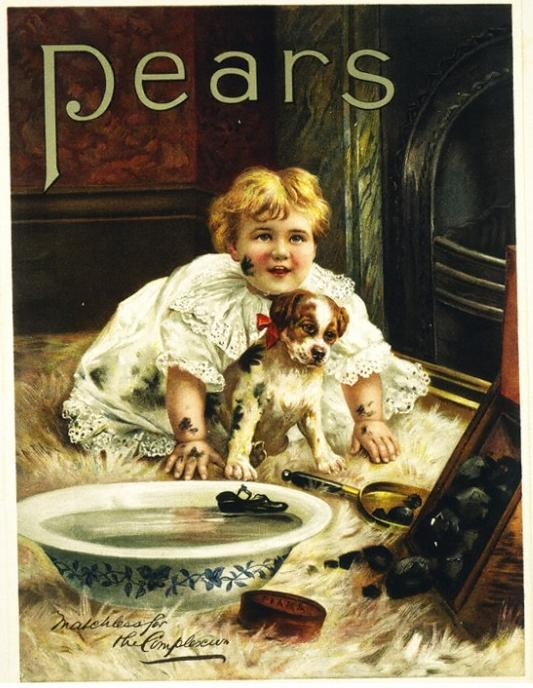
Cartel anunciador del Jabón Pears (1900)

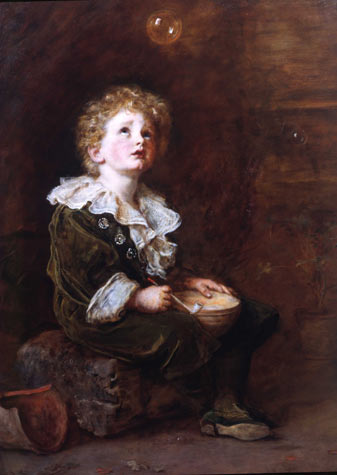
Burbujas, por Millais. El más famoso de los anuncios del Jabón Pears, cuadro adquirido por Barratt en agosto de 1890

Pears Transparent Soap (en español, Jabón Transparente Pears) es una marca de jabón famosa en el mundo anglosajón producido y vendido por primera vez en 1807 por Andrew Pears en una fábrica situada junto a Oxford Street en Londres, Inglaterra. Fue el primer jabón transparente en el mundo (en realidad, translúcido) que se vendió masivamente. Bajo la dirección de Thomas J. Barratt, la compañía A. & F. Pears inició numerosas innovaciones en ventas y publicidad.

## Historia

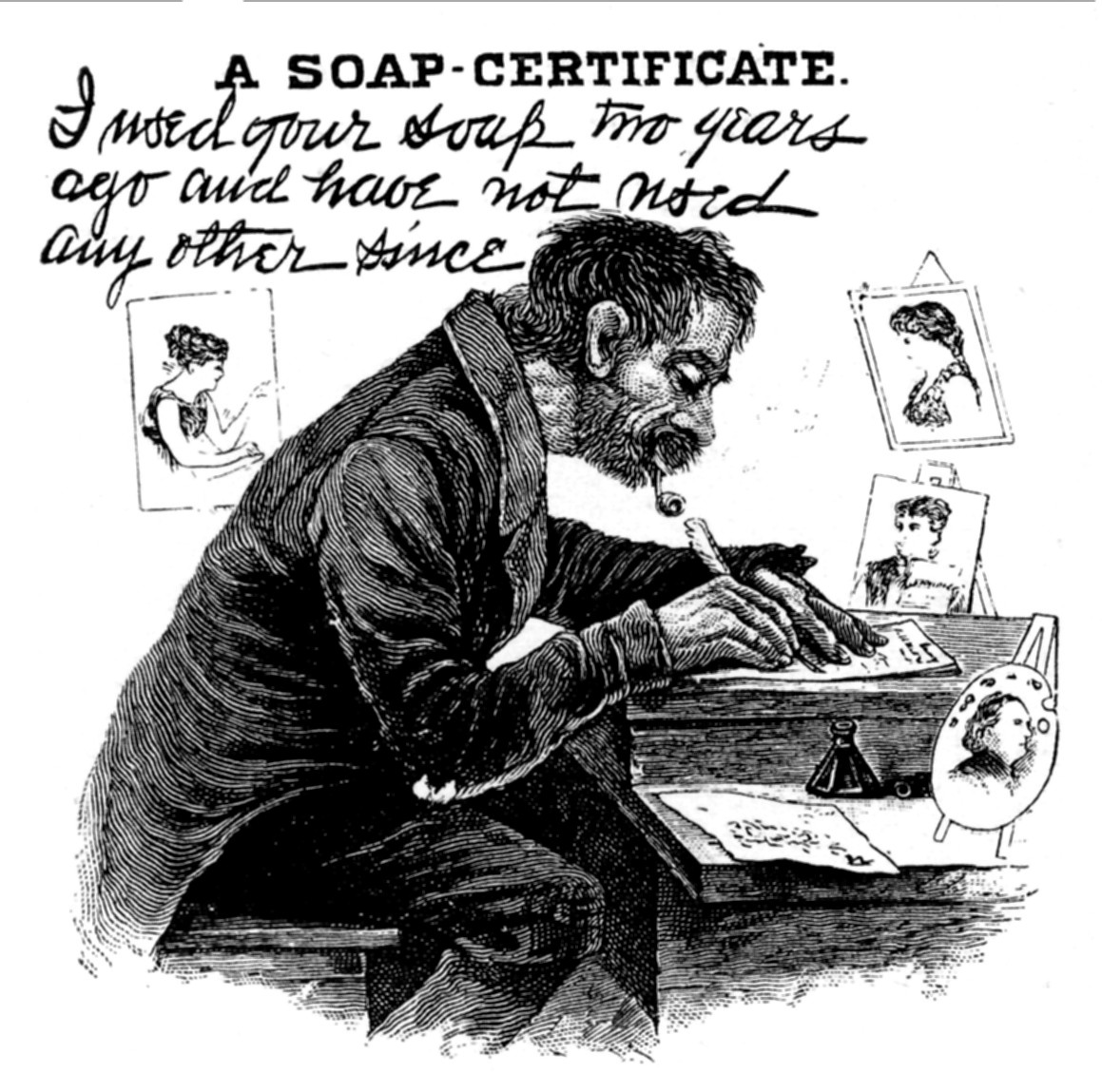
Parodia de la publicidad de Barratt

Andrew Pears, el hijo de un labrador, nació aproximadamente en 1770 en Cornualles y se fue a vivir desde su nativo Mevagissey a Londres alrededor de 1787. Completado su aprendizaje en 1789, estableció una barbería en Gerrard Street, en el Soho, y empezó a elaborar productos cosméticos. En aquel tiempo, el Soho era un área residencial de clase alta, y la clientela de Pears incluía muchos personajes ricos y famosos, que quedaban satisfechos de sus servicios. La moda entre la gente acaudalada de la época era lucir un cutis blanco y prístino; las caras bronceadas se asociaban con las personas que trabajaban al aire libre. Pears se dio cuenta de que los polvos y las cremas usados frecuentemente para blanquear la piel, la dañaban debido al carácter resinoso de los jabones y de otros productos de belleza (muchos de los cuales contenían plomo o arsénico). Entonces empezó a experimentar con la purificación del jabón, y finalmente consiguió producir un jabón suave basado en la glicerina y en otros productos naturales. La claridad del jabón le proporcionaba un aspecto transparente muy novedoso, facilitando su venta. Para completar el atractivo del producto, Pears le dio a su jabón un aroma con reminiscencias de un jardín inglés.
Durante el siglo XIX, la empresa Pears consolidó un gran mercado para su jabón en los Estados Unidos.
En 1835, cuándo su nieto Francis Pears se unió al negocio, la empresa fue rebautizada como A. & F. Pears. Tres años después, Andrew se retiró, dejando a Francis la dirección de la empresa. En la Gran Exposición de 1851 A. & F. Pears recibió la medalla del premio al mejor jabón. La producción se trasladó a Isleworth en 1862. Con 23 años, Thomas J. Barratt (reconocido como uno de los padres de la publicidad moderna), entró a trabajar como contable en 1864. Al año siguiente, Andrew (hijo de Francis), se unió al consejo de A. & F. Pears, haciéndose cargo de la fábrica de Isleworth. Ese mismo año, Thomas se casó con Mary Pears, la hija mayor de Francis, y se encargó de la administración de la empresa en Londres.
Es en esta época cuando Thomas J.Barratt hizo sus notables aportaciones al mundo de la publicidad impresa y campañas de promoción.
Tras la muerte de Barratt en abril de 1914, los Lever Brothers tomaron el control de A. & F. Pears. El proceso de absorción se completó en 1920 y el marketing y otras funciones secundarias se trasladaron a Port Sunlight en la zona noroeste de Inglaterra, pero la producción continuó en Isleworth. A finales de la década de 1950, cada lote de jabón (unos 12 al día), se analizaba para asegurar niveles mínimos de álcalis y de ácidos grasos. La producción se trasladó a Port Sunlight en la década de 1960, cuando Unilever, sucesora de Lever Brothers, instaló un laboratorio de desarrollo cosmético en la antigua fábrica de Isleworth. Un grave incendio destruyó por completo la fábrica original.
El Jabón Pears fue fabricado en la India por Hindustan Unilever, una compañía de la que Unilever controlaba una participación del 67%, y fue descontinuado en el año 2000 como resultado de la aparición y auge de los jabones líquidos.

## Fabricación
El Jabón Pears se fabricaba utilizando un proceso enteramente diferente del de los otros jabones. Una mezcla de "sebo" y otras grasas era saponificada por un álcali en alcoholes metílicos industriales. Después de que la saponificación finalizaba, el glicerol resultante se vertía en pequeños recipientes. Apenas el líquido de color ámbar traslúcido se había enfriado lo suficiente, era moldeado en barras ovaladas opacas que se cortaban en pastillas del peso adecuado para lavarse las manos, a punto para empezar su largo período de secado en cámaras caldeadas (hornos). El jabón líquido caliente tenía un porcentaje total de grasas del 45%, comparado con el 70–80% habitual en los jabones fabricados por el método convencional. El contenido de grasas aumenta considerablemente después, cuando el contenido de alcohol decrece durante el secado.
La primera planta de Pears era un pequeño local anexo al bloque de administración. La fábrica estaba atendida por personal sin experiencia en el proceso especializado, que desarrollaba inmunidad a los efectos de respirar una atmósfera cargada de alcohol en el edificio de la planta.
La forma cóncava del jabón se origina por su contracción mientras se está secando, y no es debida a un moldeado hecho al efecto.
Las pastillas de jabón producidas en la fábrica tenían dos medidas: 75 g y 125 g. Hoy en día este jabón se fabrica en tres colores: el ámbar clásico, el verde, y el menta (color azul). Cada variedad tiene un aroma único. Actualmente tiene dos medidas nuevas: 69 g y 119 g.
Cambios recientes en la calidad de los ingredientes utilizados en el proceso de fabricación han resultado en una forma sensiblemente diferente (más bien plana que cóncava) y con una fragancia distinta a la barra de ámbar transparente clásica.  El aroma, al principio característicamente suave, con una fragancia especiada, es ahora una fragancia muy fuerte. En el Reino Unido, desde el año 2009, la fragancia recuerda al alquitrán de carbón, con una reducción de las propiedades emolientes, y con una forma diferente de las pastillas.

## Marketing
La primera campaña de promoción famosa del jabón Pears utilizó la imagen de una conocida escultura de Ruggero Focardi titulada "You dirty boy" ("Tú chico sucio") exhibida en la Exposición Universal de París de 1878. Las estatuas tuvieron tanto éxito que Pears adquirió los derechos para producir copias de las esculturas como anuncios para sus productos de jabón. Diseñadas para los escaparates de las tiendas, estaban fabricadas en terracota, yeso y metal.
A finales del siglo XIX, el Jabón Pears era famoso por su publicidad en carteles y anuncios impresos, planificada por Barratt. Su campaña que utilizaba el cuadro de Millais titulado Burbujas se mantuvo durante muchas décadas. Como muchas otras marcas de la época, a principios del siglo XX Pears también utilizaba su producto como señal del prevalente concepto europeo de la "misión civilizadora" del comercio, en la que el jabón representaba un signo del progreso.
También a finales del siglo XIX, Pears utilizó monedas acuñadas con la leyenda "Pears Soap" como vehículo publicitario de su jabón. Las monedas utilizadas eran francesas, importadas por Pears. Con la misma medida y forma que los peniques británicos de la época, estas monedas francesas eran generalmente aceptadas como peniques en Gran Bretaña.
La actriz Lillie Langtry, famosa por su tez blanco marfil, fue la primera mujer remunerada por recomendar un producto comercial, anunciando el Jabón Pears. Su coste estaba ligado a su peso: se pagaba "libra por libra".
Entre 1891 y 1925, Pears distribuyó sus anuarios, actualmente muy populares entre los coleccionistas. A principios del siglo XX, hizo famosos los concursos anuales de "Miss Pears", donde los padres lanzaban a sus hijas a la caza de un lucrativo contrato de "joven embajadora de la marca" para utilizar su imagen en los envoltorios y en las promociones. Muchas "Miss Pears" posteriormente se convertían en modelos o actrices.
La Pears Cyclopedia (Enciclopedia Pears) fue una enciclopedia en un solo volumen publicada ininterrumpidamente en el Reino Unido desde diciembre de 1897 hasta 2017.
En 2003, la compañía británica Cert Brands se hizo cargo del marketing y de la distribución del Jabón Pears.

## Galería

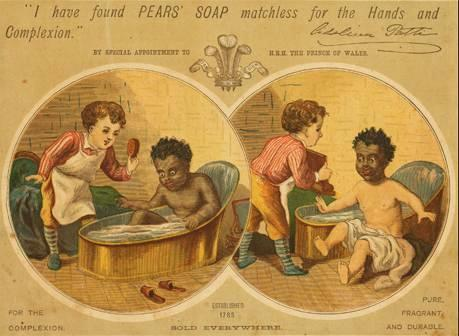
La publicidad del Jabón Pears original basada en la fábula Washing the Blackamoor white, publicado en "The Graphic" (Navidad de 1884).
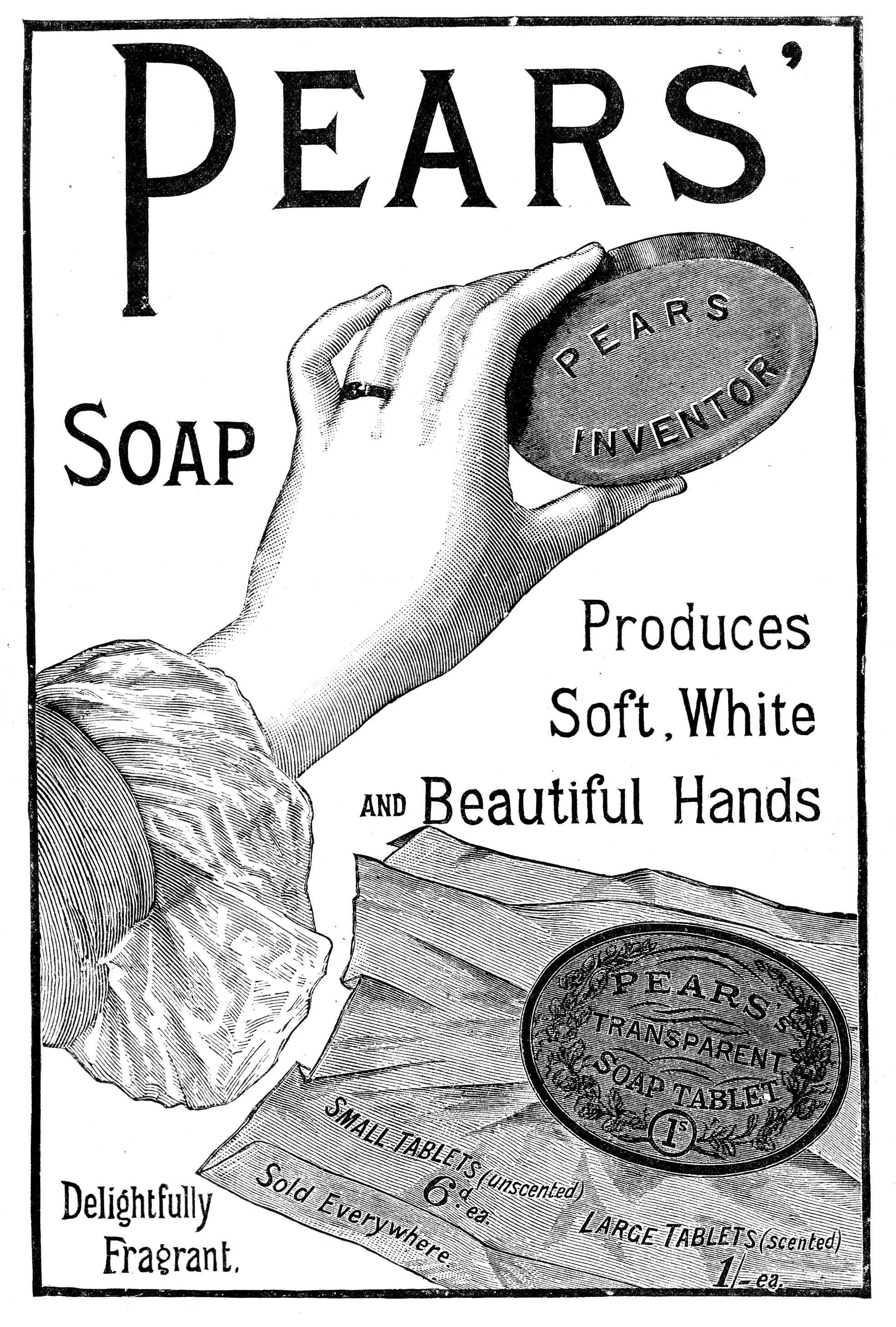
Anuncio del Jabón Pears (1886).
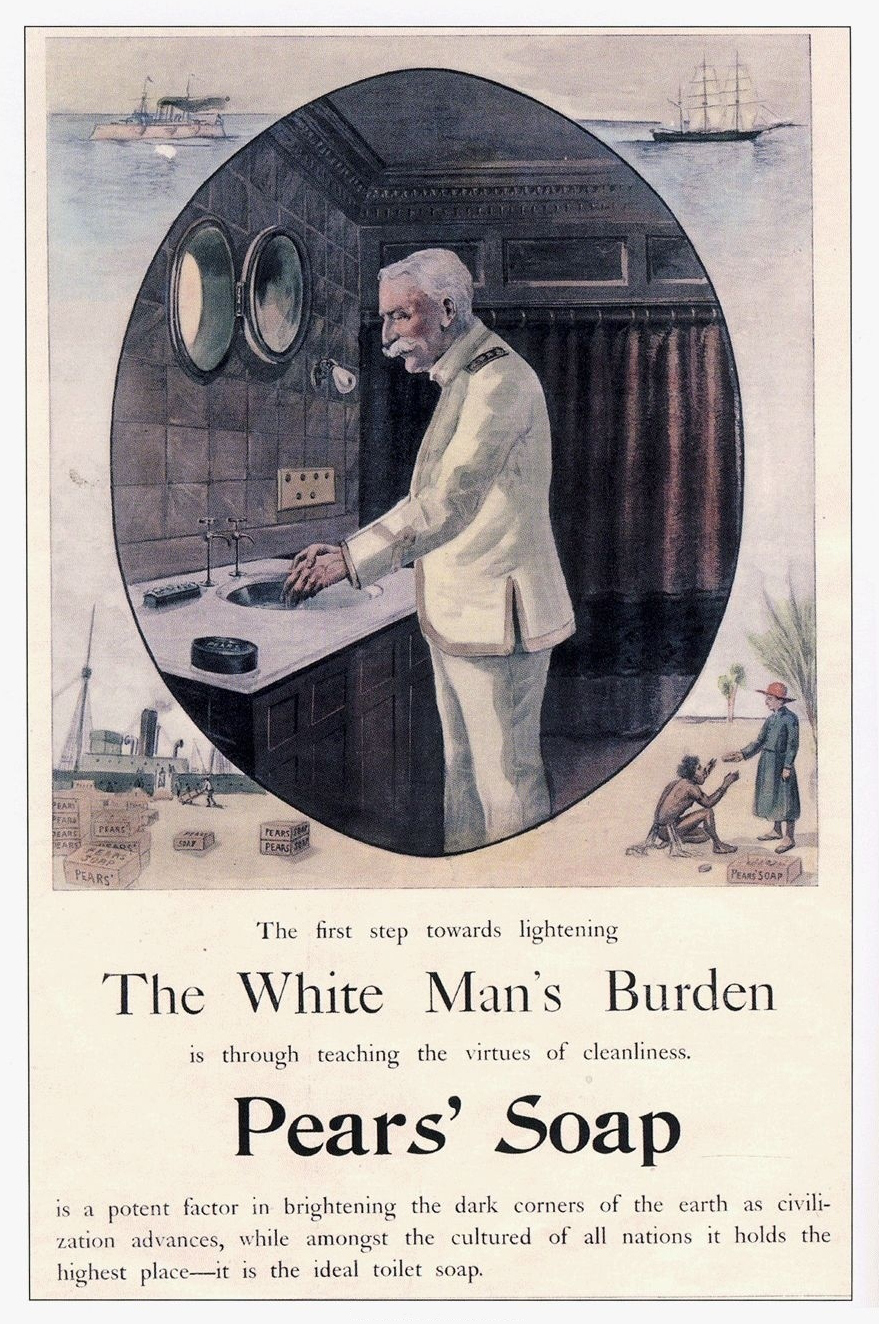
Anuncio del Jabón Pears de los años 1890, que promueve la limpieza como justificación para el imperialismo colonial.